# Petrosavia sakuraii
Petrosavia sakuraii, vrsta jednosupnica iz porodice Petrosaviaceae. To je holomikotrofni rizomatozni geofit i prvenstveno raste u vlažnom tropskom biomu. Izvorni areal ove vrste je od od Kine i Sumatre do Japana (provincija Mino).

## Opis
P. sakuraii raste po mješovitim šumama, šumama bambusa; blizu razine mora do 1700 m. Guangxi, jugoistočni Sichuan, Tajvan, Indonezija (sjeverna Sumatra), Japan, Mjanmar, Vijetnam. Biljke su blijedožute, (7) 11-28 cm visoke, gole. Rizom oko 2 mm. debljine. Stabljike su tanke, 1 ili 2 izviru iz rizoma. Ljuskasti listovi prilično opušteni, osobito u vršnom dijelu stabljike, obično 1-2 cm razmaknuti, usko do široko jajoliki, 2-4 (-5) mm, opnasti, jednožilni. Cvat je grozd, ponekad ± korimbozan, 2-8,5 cm, do više od 10 cvjetova; brakteje lancetaste do jajaste, 2-3 mm, nešto kraće od peteljke. Cvjetovi mali. Prašnici ca. 1 mm; jajasti. Jajnik široko jajast, 3-dijelan. Kapsula ca. 3 × 3 mm. Sjemenke tamno smeđe, elipsoidne, 0,3-0,4 (--0,5) mm, uzdužno prugaste; testa bijela, duguljasta, opnasta. Cvate srpanj--kolovoz. 2n = 60.